# Jenny Hettne
Jenny Hettne, född 18 januari 1977 i Göteborg, är en svensk tonsättare.

## Biografi
Hettne avlade en masterexamen i komposition vid Musikhögskolan i Göteborg 2008. Hon har också studerat komposition vid Hochschule für Musik Hanns Eisler i Berlin 2007 och vid Gotlands Tonsättarskola 2000–02, samt musikvetenskap vid Göteborgs universitet 1998–99.
Hennes akustiska musik är mycket influerad av hennes elektroakustiska musik och vice versa. Hon har erhållit Stim-stipendium 2008 och 2010. Hettne är medlem i KVAST och invaldes som medlem i Föreningen svenska tonsättare 2008.

## Verkförteckning

### Solo med elektronik
- For Ashley för preparerat piano och tape (2003)
- Reed, Chanting för oboe och tape (2007–08)
- Ytor, böljande för slagverk och minihögtalare (2009)
- While She Was Dreaming för förstärkt violin och tape (2010–12)
- While the Heart’s Heartbeat Beats its Old Song för förstärkt bassaxofon och tape (2014)

### Kammarmusik
- Like a Locomotive för piano och cello (2000)
- Stjärnklart Glasklart för flöjt, klarinett, slagverk, piano och stråkkvintett (2002)
- Sparkling/Dead för trombon, tape och 3 dansare (2003)
- Chennai-7 för flöjt, oboe, fagott, tuba, violin och kontrabas (2004)
- Ausencia för flöjt och cello (2005)
- Backdrifting för flöjt, trombon, slagverk, piano/harmonium och cello (2006)
- Reed, Undulating för klarinett, violin, cello och piano (2008)
- Wavering Wood, Whirling Metal för harpa och slagverk (2009)
- Paths of Wood and Pearl för flöjt, violin, cello och piano (2010)
- Musik för strängar för fyrhändigt piano (2011)
- Tinkles, Clinks and Heavenly Metal för förstärktd kontrabasblockflöjt, violin, ljudobjekt och elektronik (2012)
- A Swarm Came in from the Dark för violin solo, flöjt, klarinett, slagverk, piano, viola och cello (2014)

### Orkester
- Sand, tystnad för stråkorkester (2006)
- Reed, Motion för symfoniorkester (2008)
- Krusning Skiktning piano och orkester (2013)

### Elektroakustisk musik
- Oiseaux electroniques för tape (2001)
- Cracking People Up för tape (2002)